# Perilimnia cineritia
Perilimnia cineritia är en tvåvingeart som beskrevs av Zuska 1969. Perilimnia cineritia ingår i släktet Perilimnia och familjen kärrflugor. Inga underarter finns listade i Catalogue of Life.